# وشيعة جريان حلقي

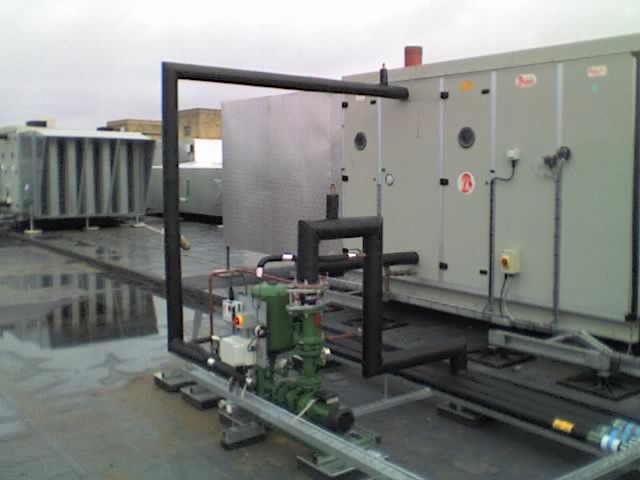
مثال على وشيعة جريان حلقي

وشيعة الجريان الحلقي هي نوع من مبادلات استرجاع الطاقة، وتتوضع غالبًا ضمن تيارات هواء التغذية وهواء العادم في نظام مناولة هواء، أو في غازات العادم في عملية صناعية ما، لاسترجاع الطاقة الحرارية. بشكل عام، تشير إلى أي تيار وسيط يستخدم لنقل الحرارة بين تيارين لا يتصلان بشكل مباشر لأسباب تتعلق بالسلامة أو بالعملية. يمكن أن يشار إليها أيضًا باسم حلقة جريان أو مبادل حراري مقترن بسائل.

## الوصف
يتكون نظام وشيعة الجريان الحلقي التقليدي من وشيعتين أو أكثر تكون متعددة الصفوف ومريشة ومرتبطة ببعضها عن طريق دارة أنابيب يضخ فيها السائل. تُشحن الأنابيب بسائل تبادل حراري -عادةً الماء- يلتقط الحرارة من وشيعة هواء العادم ويطرح الحرارة لوشيعة هواء التغذية قبل أن يعود من جديد. بالتالي تنتقل الحرارة من تيار هواء العادة عبر وشيعة الأنابيب إلى المائع الدائر، ومن ثم من المائع عبر وشيعة الأنابيب إلى تيار هواء التغذية.
استخدام هذا النظام محدود بشكل عام بالأوضاع التي تكون فيها تيارات الهواء منفصلة ولا يمكن استخدام نوع آخر من الأجهزة بما أن مردود الاسترجاع الحراري أقل من الأشكال الأخرى من أنظمة استرجاع هواء-إلى-هواء. تكون المراديد الإجمالية عادةً بحدود 40-50%، ولكن يمكن للمراديد الفصلية لهذا النظام أن تكون منخفضة جدًّا بشكل ملحوظ أكثر؛ بسبب الطاقة الكهربائية الإضافية التي تستخدمها دارة المائع المضخوخ.
دارة المائع التي تحتوي مضخة التدوير تحتوي كذلك وعاء تمدد لاستيعاب التغيرات في ضغط المائع. بالإضافة إلى ذلك، هناك جهاز تعبئة لضمان بقاء النظام مشحونًا. هناك أيضًا تحكمات لتجاوز النظام وإطفائه عندما لا يكون عمله مطلوبًا، وأجهزة أمان أخرى. يجب أن تكون الأنابيب أقصر ما يمكن، ويجب أن تصمم حسب السرعات المنخفضة لتقليل ضياعات الاحتكاك، وبالتالي تخفيض استهلاك المضخة للطاقة. من الممكن استرجاع بعض هذه الطاقة على شكل حرارة مطروحة من المحرك عند استخدام مضخة دون جلبة حشو (خالية من الحشو)، حيث يحيط غطاء من الماء بثابت المحرك، ملتقطًا بالتالي بعض حرارته.
يجب أن يُحمى المائع المضخوخ من التجمد، ويعالج عادةً بمانع تجمد ذي أساس غليكولي. يخفض هذا أيضًا السعة الحرارية النوعية للمائع ويزيد لزوجته، ما يزيد استهلاك المضخة للطاقة، ما يزيد في تخفيض المردود الموسمي للجهاز. مثلًا، يوفر خليط بنسبة 20% غليكول حماية حتى -10 درجة مئوية (14 درجة فهرنهايت)، ولكنه يزيد مقاومة النظام بمقدار 15%.
من أجل تصميم الوشيعة ذات الأنابيب المريشة، هناك أداء أعظمي يوافق وشيعة بثمانية أو عشرة صفوف، يزيد بعدها استهلاك محرك المروحة والمضخة للطاقة بمقدار كبير ويبدأ المردود الموسمي بالانخفاض. يكمن السبب الرئيسي لزيادة استهلاك الطاقة في المروحة، من أجل نفس السرعة الوجهية، فإن عددًا أقل لصفوف الوشيعة سيخفض هبوط ضغط الهواء ويزيد هبوط ضغط الماء. الاستهلاك الكلي للطاقة يكون عادةً منه في حالة عدد أكبر من صفوف الوشيعة بهبوط أكبر في ضغط الهواء وهبوط أصغر في ضغط الماء.

## عملية انتقال الطاقة
يصطلح عادةً على تسمية انتقال الحرارة بين تيارات الهواء الذي يوفره الجهاز باسم انتقال حرارة «محسوس»، وهو تبادل الطاقة أو المحتوى الحراري الذي ينتج تغيرًا في درجة حرارة الوسط (الهواء في هذه الحالة) دون تغير في محتوى الرطوبة.

## أنواع أخرى من المبادلات الحرارية هواء-إلى-هواء
- العجلة الحرارية أو المبادل الحراري الدوار (تشمل عجلة المحتوى الحراري (الإنتالبية) وعجلة التجفيف)
- المسترجع الحراري، أو المبادل الحراري الصفائحي للجريان العكسي
- الأنبوب الحراري